# Rainrod (Schwalmtal)
Rainrod is een plaats in de Duitse gemeente Schwalmtal (Hessen), deelstaat Hessen, en telt 431 inwoners (2006).